# Entoloma nubigenum
Entoloma nubigenum är en svampart som först beskrevs av Rolf Singer, och fick sitt nu gällande namn av Garrido 1985. Entoloma nubigenum ingår i släktet Entoloma och familjen Entolomataceae.   Inga underarter finns listade i Catalogue of Life.